# Seven Stories into Eight
Seven Stories Into Eight – debiutancki album studyjny brytyjskiego, neoprogresywnego zespołu IQ, wydany w 1982 roku wyłącznie na kasecie magnetofonowej.

## Spis utworów
1. „Capital Letters” – 3:46
2. „About Lake Five” – 5:02
3. „Intelligence Quotient” – 6:55
4. „For Christ’s Sake” – 5:05
5. „Barbarel Is In” – 5:32
6. „Fascination” – 5:56
7. „For The Taking” – 4:17
8. „It All Stops Here” – 6:58

## Skład zespołu
- Paul Cook – perkusja
- Tim Esau – gitara basowa
- Mike Holmes – gitary
- Peter Nicholls – wokal
- Martin Orford – instrumenty klawiszowe